# Joss Supercar
Joss Supercar — австралийский среднемоторный спорткар. Разрабатывается энтузиастом Мэтом Томасом (англ. Matt Thomas). Автомобиль разрабатывался с 2003 года. В январе 2006 Joss заявили, что требуемые инвестиции для того, чтобы закончить автомобиль поступают и первый серийный экземпляр сойдёт через 12—18 месяцев. Joss Developments собираются выпускать по 25 автомобилей в год. Суперкар «засветился» на австралийском автосалоне 2004, играх PGR3 и PGR4, несмотря на то, автомобиль до сих пор не закончен. Четверть мили теоретически автомобиль проходит за 11,9 секунд.
Состоит из карбона, стали и алюминия. Общий вес пустого автомобиля 940 кг. Приблизительная цена $600 000 AUD, что равняется $483 632 USD или €343 703. По замыслу конструктора автомобиля, он предназначен для дорог общего пользования и должен составить конкуренцию таким уже известным на рынке и более дорогим моделям, как: Ferrari Enzo, Lamborghini Murcielago и Porsche Carrera GT